# Dây bát
Dây bát hay còn gọi mảnh bát, lá bát , miếng bát, dây bình bát, bát bát (danh pháp khoa học: Coccinia grandis) là một loài thực vật có hoa trong họ Cucurbitaceae. Loài này được (L.) Voigt mô tả khoa học đầu tiên năm 1845.

## Hình ảnh

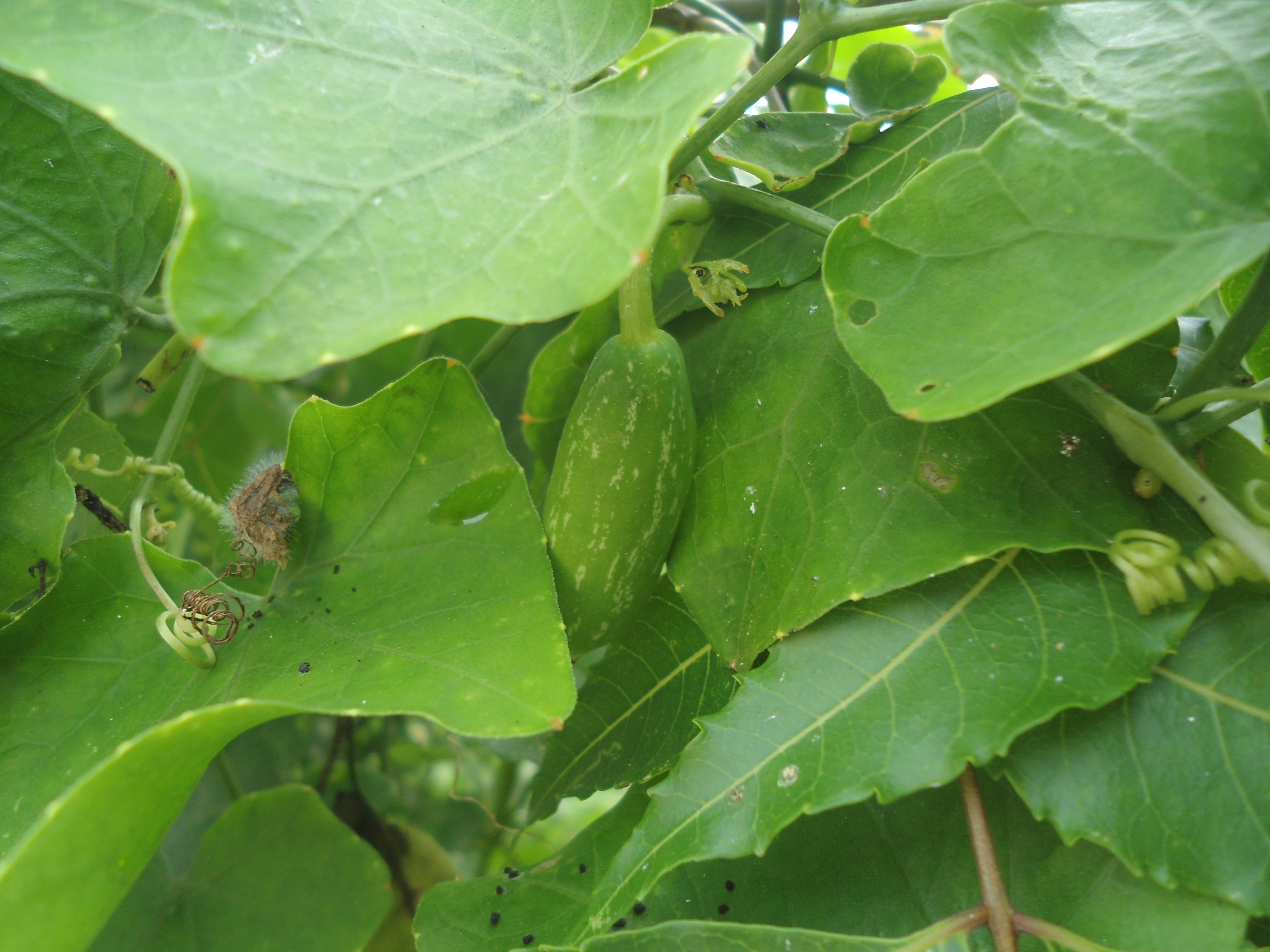
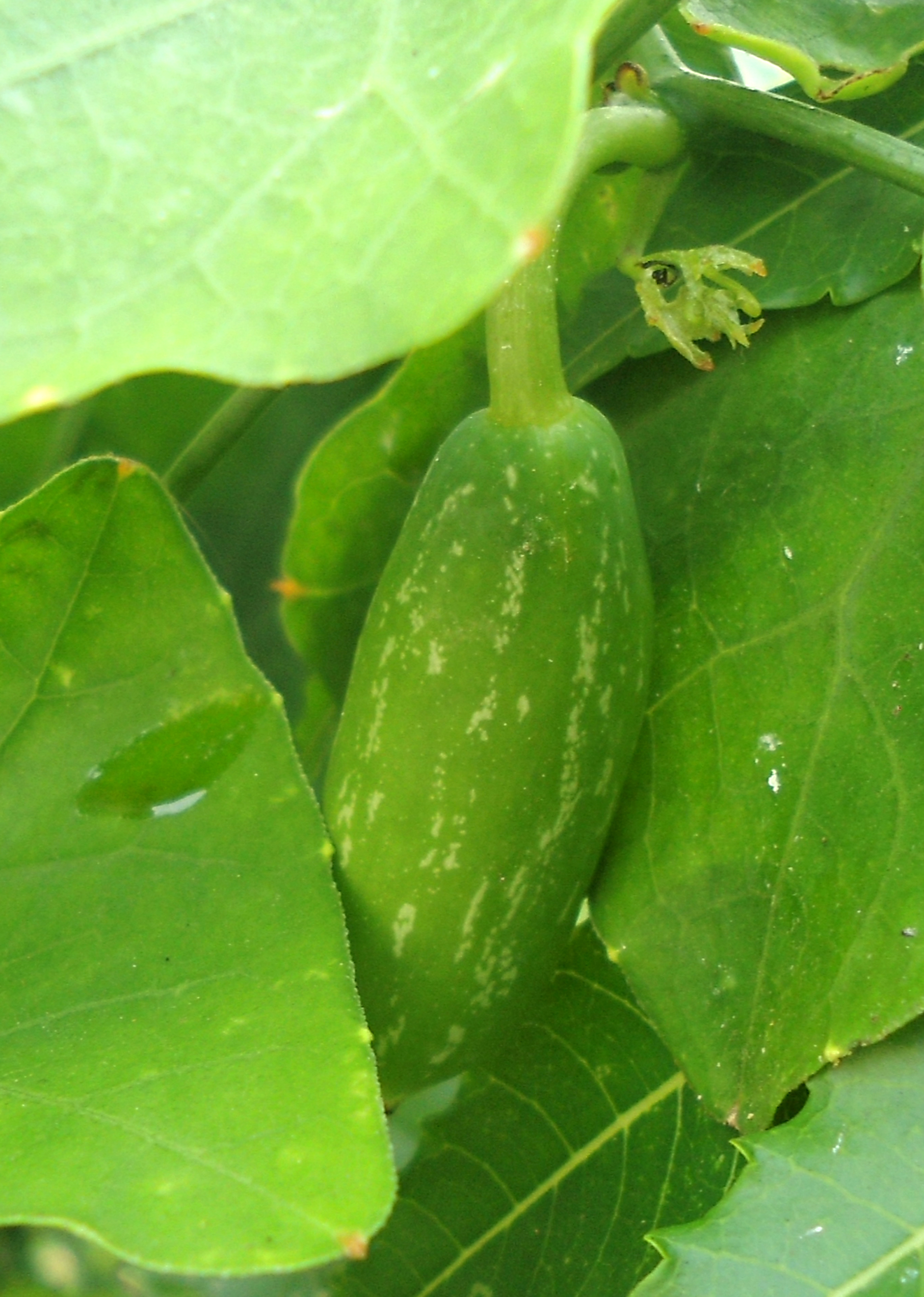
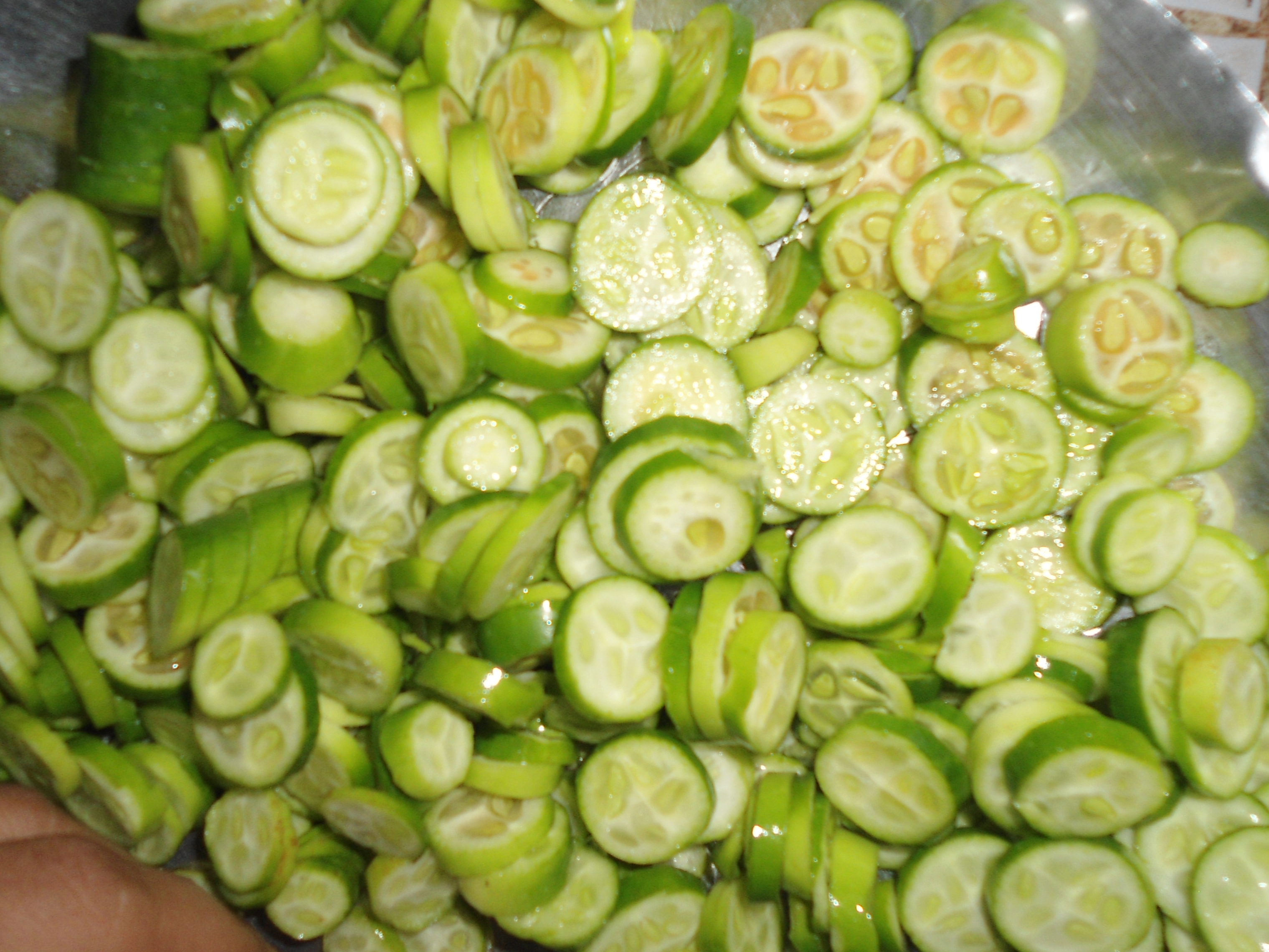
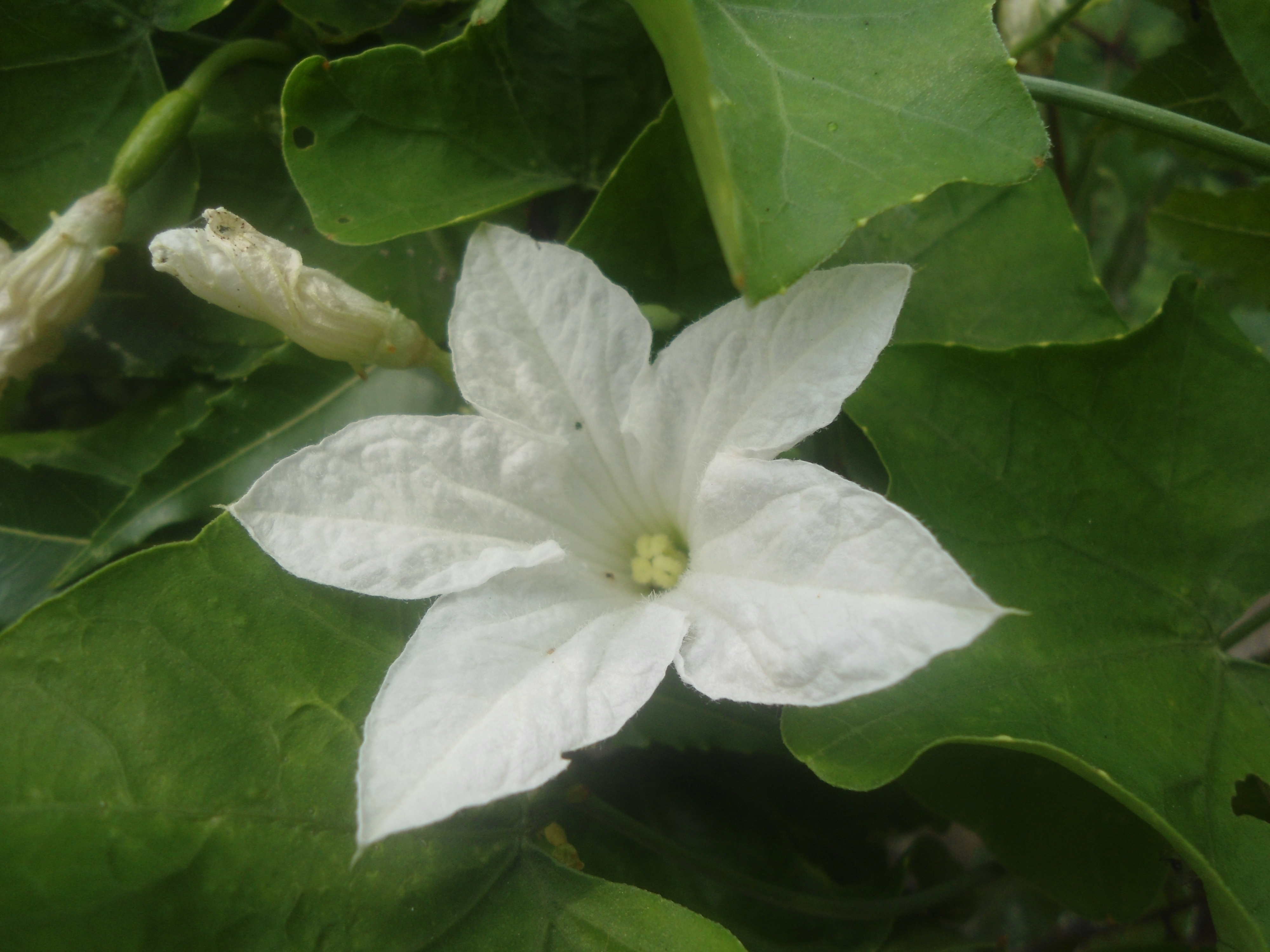